# Rob van de Wouw
Rob van de Wouw (Esbeek, 1975) is een Nederlandse trompettist.
In 2002 volgde hij een workshop in de Carnegie Hall in New York. In 2003 studeerde hij af aan het Rotterdams Conservatorium. Van de Wouw heeft cd-opnamen gemaakt met het Rotterdam Jazz Orchestra, het B&W Quintet, Sinas en als soloartiest. Hij heeft ook opgetreden op het North Sea Jazz Festival.
Van de Wouw kreeg in 2010 een dochter met Georgina Verbaan, genaamd Odilia Lilibet.

## Discografie
- Rotterdam Jazz Orchestra: Introducing Rotterdam Jazz Orchestra (2005)
- B&W Quintet: It's about time (2006)
- Rob van de Wouw: Reboot your soul (2006)
- Rob van de Wouw: Tunnelvision (2009)
- Rob van de Wouw: Neon (2013) - Jazzland Records